# 张学政 (企业家)
张学政（1975年—），男，广东梅州平远人，中国企业家，闻泰科技创始人、董事长、首席执行官，安世半导体董事长、首席执行官，浙江省嘉兴市第八届人大代表。

## 经历
1975年，张学政生于广东梅州平远。张学政成长于平远农村，中学就读于平远中学。中学毕业后，张学政考入广东工业大学电子与信息工程系，曾担任学生会主席。1997年，张学政大学毕业，获学士学位。1997年至1998年，张学政在意法半导体担任工程师；1998年至2002年，担任中兴通讯手机部总经理助理；此后，又曾在深圳、上海的公司工作。
2006年，张学政在浙江嘉兴创办闻泰通讯，任总经理等职。闻泰通讯创立之初是IDH（Independent Design House），并在创立一年后发展为国内行业龙头。2008年，张学政决定将公司转型为ODM，并在将公司发展为全球手机ODM行业领先者。2013年，闻泰科技为小米公司设计了红米手机，大获成功，其后又陆续联想、魅族、华为等设计了多款机型。2015年起，张学政不断增持中茵股份，成为其实际控制人，并担任董事长、总裁职务；2017年，中茵股份和闻泰科技的重组并购完成，闻泰科技最终完成借壳上市，成功登陆上海证券交易所。2017年，张学政还曾参与豪威科技的并购，但未能如愿。2018，闻泰科技收购欧洲安世半导体（Nexperia）。2020年3月，张学政出任安世半导体首席执行官。